# Distretto di San Juan (Cajamarca)
Il distretto di San Juan è uno dei dodici distretti  della provincia di Cajamarca, in Perù. Si trova nella regione di Cajamarca e si estende su una superficie di 69,66 chilometri quadrati.

Istituito il 5 aprile 1935, ha per capitale la città di San Juan; al censimento 2005 contava 5.128 abitanti.